# Gelasio
Gelasio  è un nome proprio di persona italiano maschile.

## Varianti
- Femminili: Gelasia[2][3]

### Varianti in altre lingue
- Catalano: Gelasi[4]
- Francese: Gélase
- Galiziano: Xelasio[4]
- Greco antico: Γελάσιος (Gelasios)[1][2][5][6]
- Latino: Gelasius[1][2][5]
  - Femminili: Gelasia[5]
- Polacco: Gelazy
- Portoghese: Gelásio
- Russo: Геласий (Gelasij)
- Spagnolo: Gelasio[4]
- Ungherese: Geláz

## Origine e diffusione
Deriva dal nome latino Gelasius, attestato solo in epoca cristiana e tratto a sua volta dal tardo nome greco Γελάσιος (Gelasios); esso è basato sul verbo γελάω (geláo, "ridere", "sorridere"), e può quindi essere interpretato come "allegro", "ridente", "ilare", "sorridente", significato analogo a quello dei nomi Ilario, Gaudenzio e Allegro.
Il nome si è diffuso in Italia per via del culto di vari santi così chiamati, ma l'utilizzo moderno è scarsissimo; è attestato principalmente in Italia centrale, fino all'Abruzzo a sud e all'Emilia-Romagna a nord. In Irlanda la forma Gelasius è stata usata, storicamente, per "tradurre" il nome Glaisne.

## Onomastico

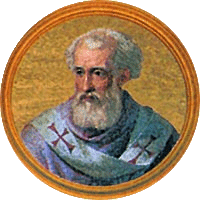
Papa Gelasio II

L'onomastico si può festeggiare in memoria di più santi, alle date seguenti:
- 29 gennaio, san Gelasio II, papa[1][7][8]
- 31 gennaio, san Gelasio, martire in Africa con altri compagni[1]
- 4 febbraio, san Gelasio, martire a Fossombrone[1][7]
- 27 febbraio, san Gelasio, martire in Fenicia[1]
- 27 marzo, san Gelasio, vescovo di Armagh[7]
- 25 agosto, san Gelasio, attore romano, martire sotto Diocleziano[7]
- 26 agosto, san Gelasio, vescovo di Poitiers[1][8]
- 21 novembre, san Gelasio I, papa[1][4][8]
- 21 novembre, beato Gelasio O'Cullenan, sacerdote cistercense, martire a Dublino[7]
- 23 dicembre, san Gelasio, martire a Candia sotto Decio con altri nove compagni[1][7]
- 31 dicembre, san Gelasio, monaco in Palestina, lottò contro il monofisismo[7]

## Persone
- Gelasio I, papa
- Gelasio II, papa
- Gelasio, vescovo di Arezzo
- Gelasio, vescovo di Cesarea

Gelasio Adamoli

- Gelasio di Niccolò, pittore italiano
- Gelasio Adamoli, giornalista e politico italiano
- Gelasio Caetani, diplomatico e politico italiano
- Gelasio Floris, storico e geografo italiano